# Taťjana Veškurovová
Taťjana Leonidovna Veškurovová (rusky Татьяна Леонидовна Вешкурова, * 23. září 1981, Perm) je ruská atletka, jejíž specializací je hladká čtvrtka.

## Kariéra
V roce 2006 získala na mistrovství Evropy v Göteborgu zlatou medaili ve štafetě na 4 × 400 metrů. Ruské kvarteto ve složení Světlana Pospelovová, Natalja Ivanovová, Olga Zajcevová a Taťjana Veškurovová zaběhlo trať v čase 3:25,12. Druhé doběhly Bělorusky, které byly o více než dvě sekundy pomalejší. Na témž šampionátu zaznamenala také svůj největší individuální úspěch, když na hladké čtvrtce vybojovala stříbrnou medaili. O rok později doběhla na halovém ME v Birminghamu ve finále na pátém místě. Ve stejném roce na mistrovství světa v Ósace skončila v semifinále na celkovém desátém místě ze 24 závodnic a do osmičlenného finále nepostoupila.
Z letních olympijských her v Pekingu si odvezla stříbrnou medaili ze štafety, když pomohla Ruskám k postupu do finále. V něm však dostala namísto Veškurovové a Migunovové přednost Julija Guščinová a Anastasija Kapačinská. Na stříbru se dále podílely Ljudmila Litvinovová a Taťjana Firovová, které běžely rozběh i finále.